# Octavio Muciño
Octavio Muciño Valdés (Jasso, 14 de mayo de 1950 - Guadalajara, 3 de junio de 1974), conocido como Centavo, fue un jugador de fútbol mexicano.
Considerado uno de los máximos símbolos en la historia de Cruz Azul, siendo un pilar del equipo en la obtención de 3 Ligas y 2 Copa de Campeones. Del mismo modo, fue campeón de goleo en el México 1970, empatado con Sergio Anaya, y se consagró máximo artillero de las dos ediciones del campeonato de zona, conservando el mejor promedio de gol por partido (1.2 por juego).
Se destacó su actuación en la final ante el América, en la que anotó un doblete y puso una asistencia para el 4 a 1 final.
Notable por su mortal en el remate de cabeza, un genio para el desmarque y una facilidad de disparo, militó cuatro temporadas en el primer equipo celeste, en las que disputó 128 partidos y marcó 63 goles. Después fichó, en 1973, por el Guadalajara, donde permanecería hasta su deceso al año siguiente. Con el poco tiempo que estuvo en las canchas, se puede entrever que, de acuerdo a sus números, Muciño estaba por convertirse en uno de los delanteros más eficaces en la historia del fútbol mexicano, y con esto, a menudo se le cita como uno de los mejores jugadores de su generación.

## Biografía

### Orígenes y formación futbolística
Octavio Muciño Valdés nació el 14 de mayo de 1950 en Jasso, Hidalgo. Fue el cuarto hijo de don Roberto Muciño Martínez, mecánico, y doña Genoveva Valdez. Pateó desde niño el balón en los campos de la hoy Ciudad Cooperativa Cruz Azul, lo que le hizo ser en algún momento el jugador más representativo de la escuadra. Durante su tiempo libre, pasaba varias horas del día siguiendo los entrenamientos del primer equipo. Su hermano Roberto, también futbolista, jugó en el equipo de la cementera durante la época amateur y su incursión al profesionalismo, donde consiguió el ascenso en la temporada 1963-64.
De niño llamado «el centavo» por su corta estatura, desde sus primeros años atrajo la atención de propios y extraños por su carácter inquieto, explosivo y audaz, que lo hicieron identificarse pronto con los de su barrio. Al no encontrar mucho interés en la escuela, la infancia de Muciño estuvo ligada a un balón de fútbol y al Cruz Azul, pues con solo siete años empezó a formar parte de las fuerzas básicas del equipo hidalguense.

### Cruz Azul

#### Temporada debut y campeón de goleo
Luego de destacar en las categorías juveniles, el 2 de noviembre de 1969, a los 19 años, debuta con el primer equipo en el empate a uno frente al Monterrey. Con la participación de cinco de sus compañeros de equipo en el Mundial en México en 1970, incluyendo a su entrenador Raúl Cárdenas, Octavio tomó un rol mayor en el equipo al mando de Paulino Sánchez como interino, anotando su primer gol el 29 de marzo de 1970 ante Laguna en el torneo México 1970, edición especial del campeonato de Primera División, donde terminarían coronándose campeones, con Muciño anotando 14 goles en la temporada, empatando con Sergio Anaya en el título de goleo. Al año siguiente estaría cerca de un nuevo título de goleo, anotando en 19 ocasiones, pero una por debajo de Enrique Borja.

#### Consolidación y en el plano internacional
Siendo ya el mayor eje de ataque en el equipo, obtenía la Copa de Campeones 1970, donde se consagraban campeones luego de que el Saprissa y Transvaal declinaran su participación.
En la 1971-72, Muciño tendría su temporada más fructífera, tanto en el plano nacional, como en el internacional. Ese año, Muciño comenzaba su faceta de creador de juego y asistidor, con lo que no le alcanzó para disputar el título de goleo; aun así, convirtió en 12 ocasiones en la temporada regular. El 19 de abril de 1972, se disputaban el desempate por el título de la Copa de Campeones 1971 ante la Liga Deportiva Alajuelense de Costa Rica. Octavio se quedaba con el título de goleo de la competencia con 9 anotaciones, dos en la final, y el Cruz Azul obtenía el tricampeonato de la competencia en su tercera participación. Terminaban la temporada en la posición de honor con 51 puntos, con lo que se clasificaban a la liguilla por el título. Vencían en semifinales al Guadalajara donde, luego de perder por la mínima en la ida, un remate de Fernando Bustos y un gol agónico de Muciño los metían a la final del campeonato. Con 22 años, Octavio Muciño ya había sido tres veces campeón de goleo (1 de Liga y 2 de Copa de Campeones), y era el constructor de juego de un equipo que quería marcar época, pero su mayor hazaña estaría por llegar.

#### La final ante el América
El 9 de julio de 1972, en lo que en el papel parecía un David contra Goliat, el vigente campeón América, que tenía dos títulos en su haber, se enfrentaba ante un equipo joven, el Cruz Azul, con apenas 8 años en primera división, y también con dos títulos de liga en sus vitrinas. Al mismo tiempo, se enfrentaban al equipo con el que compartían el Estadio Azteca desde la mudanza del equipo celeste a la capital.
Tan sólo habían transcurrido 10 minutos de la final, cuando Héctor Pulido, con un disparo potente que se le escapaba al arquero Prudencio Cortés, ponía el marcador 1-0 para la causa celeste. Este gol significó un verdadero balde de agua fría para los de Coapa. Más tarde, al minuto 28, Muciño lograba peinar un centro de Fernando Bustos en el área y dejaba a Cesáreo Victorino solo frente al marco para el 2-0 parcial. Las distancias no eran tan largas, pero ocho minutos más tarde, otra vez se lograban asociar Bustos y Muciño con un juego de pases que dejaba a este último solo frente al portero, poniendo el tercero antes del descanso.
Para el segundo tiempo, contrario a lo que todos podían haber pensado, la máquina salió por más, no conforme con el 3-0, al minuto de haber iniciado la parte complementaria, Muciño definía, en otra gran jugada, para poner el escandaloso 4-0 en el marcador. Fue hasta el minuto 87, que Enrique Borja lograba descontar para los de amarillo, con lo que sellaba la derrota 4-1 y el título para Cruz Azul. El tercer título de los celestes y el inicio de una década dorada para el club, con Muciño entregando una de las mejores actuaciones en la historia de las finales del fútbol mexicano.

#### Última temporada
Con el título continental logrado en 1971, se clasificaban para disputar la Copa Interamericana frente al Nacional de Uruguay, que venía de ser campeón del mundo. Pese a dar pelea en la ida y estar a punto de empatar el marcador sobre el final de la vuelta, terminaron cayendo por 3-2 en el global.
La temporada 1972-73 sería su última campaña con el equipo ya capitalino, pero se vería ausente durante gran parte de esta a causa de una lesión muscular. Regresaba de lleno para la parte final del campeonato, donde nuevamente se clasificaban como 1º lugar general a la liguilla. En semifinales dejaban en el camino al Atlas, luego de hacer la hombrada de visita y remontar el marcador de 2-0 a 2-3 con anotación de Muciño al minuto 85, para después finiquitar la serie en el Azteca con 4-2 global. En la final frente al León, luego de resultar en empate tanto la ida como la vuelta, disputaban un desempate en cancha neutral, siendo el Estadio Cuauhtémoc de Puebla sede del partido decisivo. El cotejo estuvo marcado por varios conatos de bronca y polémica arbitral; cuando el encuentro iba 1-1 en tiempo extra, un autogol con la mano de Jorge Davino les daba el tercer título liguero de la década, último para Muciño, que se despedía del equipo luego de 128 partidos y 63 goles, siendo recordado como uno de los máximos referentes históricos de la institución.

### Paso por Guadalajara

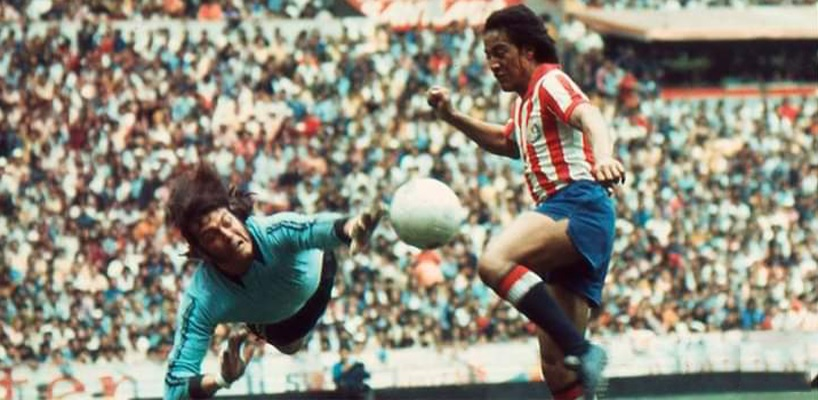
Octavio Muciño disputando un balón frente a Miguel Marín en la temporada 1973-74.

Con una importante trayectoria detrás con apenas 24 años, Muciño firmó en 1973 con el Guadalajara por una cifra cercana al millón de pesos, como esperanza para relevar a Javier Valdivia, siendo uno de los fichajes más importantes de la época, y convirtiéndose así en el primer jugador en defender ambas instituciones. Únicamente estuvo con el equipo durante la campaña 1973-74, y, a pesar de que el equipo atravesaba momentos difíciles con un plantel de mediana calidad, llegó a marcar 15 goles en 26 juegos, siendo el máximo goleador del equipo, sin embargo, no conseguían meterse a la liguilla por el título.
Uno de los goles más recordados de su carrera lo hizo con la camiseta rojiblanca en un clásico del fútbol mexicano. El 21 de octubre de 1973, en la cancha del Azteca, rememorado por haber tenido las áreas grandes pintadas de blanco, el Guadalajara se impuso 1 a 0 con un gol de palomita de Muciño a pase de Willy Gómez. Disputó último partido con el equipo, y como profesional, el 21 de abril de 1974, en la derrota por 1 a 0 ante Jalisco. Antes de su muerte, hubo negociaciones para que Muciño pasara al Atlas a cambio de Ricardo Chavarín.

## Selección nacional
En 6 de julio de 1971, Octavio debutó como jugador de la selección mexicana en un partido frente a la selección de Grecia. Marcó su primer gol en el Campeonato de Naciones de la Concacaf ante Honduras el 4 de diciembre del mismo año, partido donde firmaría un doblete y se quedarían con el título. Participó en la clasificación mundialista para Alemania Federal 1974, que tuvo como fase final el Campeonato de Naciones 1973, en donde México fue eliminado. En esa eliminatoria, anotó 4 goles en la goleada de 8-0 sobre Antillas Neerlandesas. Con este episodio se ponía fin a su participación con la selección de su país, tras disputar 16 partidos y marcar un total de 7 goles.

### Participaciones en competiciones internacionales
| Competición                 | Categoría | Sede              | Resultado    | Partidos | Goles | Asistencias |
| --------------------------- | --------- | ----------------- | ------------ | -------- | ----- | ----------- |
| Campeonato de Naciones 1971 | Absoluta  | Trinidad y Tobago | Campeón      | 5        | 2     | 2           |
| Clasificación Mundial 1974  | Absoluta  | Concacaf          | No clasificó | 5        | 4     | 1           |
| Total                       |           |                   |              | 10       | 6     | 3           |

### Goles en la selección
| Goles con la Selección de México | Goles con la Selección de México | Goles con la Selección de México | Goles con la Selección de México | Goles con la Selección de México | Goles con la Selección de México | Goles con la Selección de México | Goles con la Selección de México            | Goles con la Selección de México |
| Resultados                       | Resultados                       | Resultados                       | Resultados                       | Lugar                            | Estadio                          | Fecha                            | Tipo                                        | Goles                            |
| -------------------------------- | -------------------------------- | -------------------------------- | -------------------------------- | -------------------------------- | -------------------------------- | -------------------------------- | ------------------------------------------- | -------------------------------- |
| México                           | 2                                | 1                                | Honduras                         | Puerto España                    | Queen's Park Oval                | 4 de diciembre de 1971           | Campeonato de Naciones 1971                 | 2 goles                          |
| México                           | 2                                | 1                                | Perú                             | Ciudad de México                 | Estadio Azteca                   | 5 de abril de 1972               | Partido amistoso                            | 1 gol                            |
| México                           | 8                                | 0                                | Antillas Neerlandesas            | Puerto Príncipe                  | Estadio Sylvio Cator             | 8 de diciembre de 1973           | Eliminatorias y Campeonato de Naciones 1973 | 4 goles                          |

## Estadísticas

### Clubes
Datos actualizados a fin de carrera deportiva.
| Club | Div           | Temporada     | Liga (1) | Liga (1) | Liga (1) | Copas (2) | Copas (2) | Copas (2) | Internacional (3) | Internacional (3) | Internacional (3) | Total (4) | Total (4) | Total (4) |
| Club | Div           | Temporada     | PJ       | G        | A        | PJ        | G         | A         | PJ                | G                 | A                 | PJ        | G         | A         |
| --- | ------------- | ------------- | -------- | -------- | -------- | --------- | --------- | --------- | ----------------- | ----------------- | ----------------- | --------- | --------- | --------- |
| Cruz Azul · México |               |               |          |          |          |           |           |           |                   |                   |                   |           |           |           |
| 1.ª |               |               |          |          |          |           |           |           |                   |                   |                   |           |           |           |
| 1969-70 | 3             | 0             | 1        | -        | -        | -         | 2         | 3         | 2                 | 5                 | 3                 | 3         |           |           |
| 1970 | 25            | 14            | 5        | -        | -        | -         | -         | -         | -                 | 25                | 14                | 5         |           |           |
| 1970-71 | 32            | 19            | 4        | ?        | ?        | ?         | -         | -         | -                 | 32                | 19                | 4         |           |           |
| 1971-72 | 35            | 15            | 13       | ?        | ?        | ?         | 8         | 9         | 5                 | 43                | 24                | 18        |           |           |
| 1972-73 | 21            | 3             | 9        | -        | -        | -         | 2         | 0         | 1                 | 23                | 3                 | 10        |           |           |
| Total club | Total club    | 116           | 51       | 32       | -        | -         | -         | 12        | 12                | 8                 | 128               | 63        | 40        |           |
| Guadalajara · México |               |               |          |          |          |           |           |           |                   |                   |                   |           |           |           |
| 1.ª |               |               |          |          |          |           |           |           |                   |                   |                   |           |           |           |
| 1973-74 | 26            | 15            | 8        | ?        | ?        | ?         | -         | -         | -                 | 26                | 15                | 8         |           |           |
| Total club | Total club    | 26            | 15       | 8        | -        | -         | -         | -         | -                 | -                 | 26                | 15        | 8         |           |
| Total carrera | Total carrera | Total carrera | 142      | 66       | 40       | -         | -         | -         | 12                | 12                | 8                 | 154       | 78        | 48        |
| (1) Incluye datos de los play-off al título (1971-72, 1972-73). (2) Incluye datos de la Copa México (1970-71, 1971-72, 1973-74). (3) Incluye datos de la Copa de Campeones (1970, 1971) y la Copa Interamericana (1972). (4) No incluye goles en partidos amistosos. |               |               |          |          |          |           |           |           |                   |                   |                   |           |           |           |

### Selecciones
Datos actualizados a fin de carrera deportiva.
| Absoluta · México                                                                                | 1971          | 1 | 0 | 5  | 2 | Impás | Impás | 6  | 2 | 0.33 |
| Absoluta · México                                                                                | 1972          | 4 | 1 | 1  | 0 | Impás | Impás | 5  | 1 | 0.20 |
| Absoluta · México                                                                                | 1973          | 1 | 0 | 4  | 4 | Impás | Impás | 5  | 4 | 0.80 |
| Total carrera                                                                                    | Total carrera | 6 | 1 | 10 | 6 |       |       | 16 | 7 | 0.44 |
| (1) Incluye los partidos del Campeonato de Naciones / Clasificatorias Norteamericanas (1971-73). |               |   |   |    |   |       |       |    |   |      |

### Resumen estadístico
|                       | PJ  | G  | %    |
| --------------------- | --- | -- | ---- |
| Liga                  | 142 | 66 | 0.46 |
| Copas nacionales      | ?   | ?  | ?    |
| Copas internacionales | 12  | 12 | 1    |
| Selección Mexicana    | 16  | 7  | 0.44 |
| Total                 | 170 | 85 | 0.5  |

## Vida privada
Hijo de don Roberto Muciño Martínez y doña Genoveva Valdez, con dos hermanos y dos hermanas; Roberto, Gustavo, Minerva y Araceli. Tuvo un hijo, con su mismo nombre, que nació el 1 de febrero de 1973.

## Asesinato y controversia judicial
En la madrugada del 1 de junio de 1974, Octavio Muciño fue atacado a las afueras del restaurante Carlos O’Willis, en Guadalajara, Jalisco. Según una investigación publicada por la revista Balompié en 2024, el agresor fue el ingeniero Jaime Antonio Muldoon Barreto, quien minutos antes había sido expulsado del local por amenazar al futbolista. Testigos indican que, tras volver armado, Muldoon disparó en tres ocasiones con una pistola calibre .25; una de las balas ingresó por detrás de la oreja y se alojó en el cráneo de Muciño, causándole un daño cerebral irreversible.
El ataque ocurrió mientras Muciño intentaba tranquilizar a su agresor y evadir el percance. De acuerdo con los distintos testimonios recopilados, Muldoon Barreto se encontraba en estado de ebriedad y habría actuado impulsado por celos, luego de que su pareja y el futbolista convivieran dentro del restaurante. Muciño fue trasladado al Hospital México-Americano, donde se le practicó una craneotomía. Falleció el 3 de junio de 1974, a las 5:30 horas, a causa de un paro respiratorio.
Muldoon Barreto huyó del país tras el crimen y permaneció prófugo durante más de dos años. En diciembre de 1976 se entregó a las autoridades, argumentando un episodio de epilepsia al momento de los hechos. Aunque se le dictó formal prisión, fue liberado bajo vigilancia domiciliaria tras el pago de una fianza de 10,000 pesos. Poco después, esa resolución fue revocada, pero el ingeniero ya no fue localizado.
El juez que ordenó su liberación, Sergio Moreno Jiménez, fue cesado en 1977 por "corrupción escandalosa", al comprobarse que no citó testigos, no practicó peritajes clave y resolvió el caso de forma irregular. A pesar de ello, el proceso judicial nunca se reactivó formalmente, y el caso quedó en la impunidad.
Décadas después, Muldoon Barreto ha sido identificado como empresario y coleccionista de automóviles clásicos con residencia fuera de México. El asesinato de Octavio Muciño es considerado uno de los casos más representativos de la impunidad judicial en el país durante la década de 1970.

## Palmarés

### Campeonatos nacionales
| Título           | Equipo    | País   | Año     |
| ---------------- | --------- | ------ | ------- |
| Primera División | Cruz Azul | México | 1970    |
| Primera División | Cruz Azul | México | 1971-72 |
| Primera División | Cruz Azul | México | 1972-73 |

### Campeonatos internacionales
| Título                 | Equipo              | Sede          | Año  |
| ---------------------- | ------------------- | ------------- | ---- |
| Copa de Campeones      | Cruz Azul           | Jasso         | 1970 |
| Campeonato de Naciones | Selección de México | Puerto España | 1971 |
| Copa de Campeones      | Cruz Azul           | México        | 1971 |

### Distinciones individuales
| Año  | Distinción                                  |
| ---- | ------------------------------------------- |
| 1970 | Goleador del Torneo México 1970             |
| 1971 | Goleador de la Copa de Campeones            |
| 1971 | Jugador más valioso de la Copa de Campeones |
| 2005 | Salón de la Fama de Cruz Azul               |
| 2009 | Homenaje a la trayectoria de Cruz Azul      |
| 2019 | Leyenda Celeste                             |